# بابلو بيريز رودريغيز
بابلو بيريز رودريغيز (بالإسبانية: Pablo Pérez Rodríguez) (مواليد 2 أغسطس 1993 - خيخون ، إسبانيا) لاعب كرة قدم إسباني ، يلعب في مركزي لاعب خط وسط مهاجم والجناح الأيمن ، ويلعب حاليًا لنادي ألكوركون الإسباني معارًا من نادي ريال سبورتينغ خيخون لموسم واحد من 31 أغسطس 2016 وحتى 30 يونيو 2017.

## روابط خارجية
- بابلو بيريز رودريغيز على موقع قاعدة بيانات كرة القدم.إي يو (الإنجليزية)
- بابلو بيريز رودريغيز على موقع Soccerbase.com (لاعب) (الإنجليزية)
- بابلو بيريز رودريغيز على موقع Soccerway.com (الإنجليزية)
- بابلو بيريز رودريغيز على موقع AS.com (الإسبانية)